# Naseeruddin Shah
Naseeruddin Shah  (20. marts 1950) er en indisk skuespiller. Han er født i Barabanki, Uttar Pradesh, Indien. Shah har en kone ved navn Ratna Pathak Shah. Sammen har de en datter (Heeba Shah) og to sønner (Imaad Shah og Vivaan Shah). 

## Udvalgt filmografi
- Nishant (1975)
- Manthan (1976)
- Bhumika (1977)
- Junoon (1978)
- Sparsh (1979)
- Aakrosh (1980)
- Albert Pinto Ko Gussa Kyon Aata Hai (1980)
- Bhavni Bhavai (1980)
- Chakra (1981)
- Katha (1981)
- Umrao Jaan (1981)
- Bazaar (1982)
- Jaane Bhi Do Yaaron (1983)
- Masoom (1983)
- Woh 7 Din (1983)
- Paar (1984)
- Mohan Joshi Hazir Ho! (1984)
- Holi (1984)
- Ghulami (1985)
- Trikaal (1985)
- Mirch Masala (1985)
- Karma (1986)
- Jalwa (1987)
- Tamas (1987)
- Ijaazat (1987)
- Hero Hiralal (1988)
- Maalamaal (1988)
- Pestonjee (1988)
- The Perfect Murder (1988)
- Tridev (1989)
- Ek Ghar (1991)
- Vishwatma (1992)
- Kabhi Haan Kabhi Naa (1993)
- Mohra (1994)
- Naajayaz (1995)
- Chaahat (1996)
- Bombay Boy's(1997)
- China Gate (1998)
- Such a Long Journey (1998)
- Sarfarosh (1999)
- Hey Ram (2000)
- Monsoon Wedding (2001)
- Encounter: The Killing (2002)
- Det hemmelighedsfulde selskab (2003)
- Maqbool (2003)
- 3 Deewarein (2003)
- Main Hoon Na (2004)
- Paheli (2005)
- The Rising: Ballad of Mangal Pandey (2005)
- Iqbal (2005)
- Being Cyrus (2006)
- Krrish (2006)
- Omkara (2006)
- Banaras - A Mystic Love Story (2006)
- Parzania (2007)
- Amal (2007)
- Khuda Ke Liye(2007)
- Dus Kahaniyaan(2007)
- Mithya(2008)
- Shoot on Sight (2008)
- Jaane Tu Ya Jaane Na (2008)
- A Wednesday (2008)
- Maharathi (2008)
- Barah Aana (2009)